# Carlos del Puerto
Carlos del Puerto es un bajista y contrabajista cubano, conocido por encima de todo por su participación en el grupo cubano de salsa-fusión Irakere

## Biografía
De formación clásica, Carlos Del Puerto pasó a integrar en 1967 la "Orquesta Cubana de Música Moderna", una agrupación que contaba con la presencia del saxofonista Paquito D’Rivera, del trompetista Arturo Sandoval, y del pianista Chucho Valdés, con quienes fundaría en 1973 el legendario grupo Irakere, una de las bandas de mayor peso en la historia reciente de la música cubana, y con los que ganaría, en 1980 el premio Grammy al mejor disco latino del año.
Carlos del Puerto ha desarrollado una extensa carrera como músico de sesión y como docente de su instrumento, habiendo recibido distintos galardones en reconocimiento a sus aportes al desarrollo de la música y la cultura cubanas: la Orden por La Cultura Nacional, en 1992, y el Diploma al Mérito Pedagógico de la República de Cuba, en 1994. Un año más tarde recibió el Certificado de Honor de las Ciudades de San Francisco y Los Ángeles, U.S.A. Además ha publicado junto a Silvio Vergara un influyente método didáctico llamado "El verdadero bajo cubano", publicado por Sher Music y utilizado como guía de referencia por instituciones tan prestigiosas como el Berklee College of Music
Como músico de sesión ha participado en los más importantes festivales de Jazz y música latina del mundo, actuando al lado de figuras de la talla de Bill Evans, Chick Corea, Herbie Hancock, Jaco Pastorius, Brecker’s Brothers, o Dizzy Gillespie, entre otros. En 2000 participó en el Bass Day 2000, junto a bajistas de primer orden tales como Percy Hearth, Marcus Miller, Gary Willis, Anthony Jackson, Billy Sheehan, Will Lee, Oteil Burbridge, Joe Osborn, o John Patitucci.
Carlos del Puerto tiene siete hijos, entre ellos el también músico Carlitos del Puerto (Carlos del Puerto Jr). En los últimos años reside con su segunda esposa Malene (también bajista) y sus hijas Amanda y Sofie en Turku, Finlandia, donde continua ejerciendo su actividad musical. Carlos del Puerto es endorser de instrumentos Yamaha m

## Valoración y estilo
Carlos del Puerto ha pasado a la historia por la larga relación (más de 25 años) que ha mantenido con el legendario grupo Irakere, una banda pionera por la que han pasado los más destacados músicos cubanos de las últimas décadas y que estilísticamente se caracterizaba por integrar elementos del Latin jazz y del bop con melodías de raíz afrocubana, todo ello con una gran riqueza rítmica y un fuerte énfasis en el carácter improvisado de la música. El propio músico describe su trabajo así:

Irakere dio al bajo una nueva dimensión en la música cubana, utilizando a este instrumento no solo como acompañante sino como una parte importante del desarrollo melódico de los arreglos. En la inmensa mayoría de los temas del grupo se comenzó a utilizar el bajo en frases melódicas con la guitarra, el sintetizador, los metales o la percusión, creando así unas líneas de bajo que además de acompañar, participaba en diálogos con las otras secciones del grupo. Los acompañamientos se liberaron de la forma tradicional del Tumbao cubano para dar paso a frases más complejas. Estas frases tenían que ser interpretadas exactamente igual a como lo hacían los otros instrumentos, así que me vi obligado a utilizar recursos de la técnica de la guitarra para lograr esas sonoridades y la agilidad. Esa manera de utilizar el bajo no era nueva en la música popular, ya que en el Jazz y en algunos grupos de música Pop y Rock se usaban esporádicamente ese tipo de frases, pero el Irakere los desarrolló al máximo dentro de la música latina utilizando complicadas células rítmicas y armónicas.

## Discografía

### Con Irakere
- 1979 Chekere Son
- 1980 El Coco
- 1987 The Legendary Irakere in London
- 1989 Homenaje a Beny Moré
- 1991 Great Moments
- 1991 Live at Ronnie Scott´s
- 1992 Misa Negra
- 1995 Bailando
- 1998 Babalú Ayé
- 1999 Yemayá
- 1999 Indestructible
- 2001 Pare Cochero

2008 zumo de mango

### Como Solista
- 2005 Impacto Cubano